# Bukarest Fleisch
 (février 2019).
Si vous disposez d'ouvrages ou d'articles de référence ou si vous connaissez des sites web de qualité traitant du thème abordé ici, merci de compléter l'article en donnant les références utiles à sa vérifiabilité et en les liant à la section « Notes et références ».
Pour plus de détails, voir Fiche technique et Distribution.
Bukarest Fleisch est un film allemand écrit et réalisé par Andy Fetscher (de) en 2007.

## Fiche technique
- Titre original : Bukarest Fleisch
- Réalisation : Andy Fetscher (de)
- Scénario : Andy Fetscher
- Montage : Andy Fetscher, Carsten Eder (de)
- Producteur : Gaetano Bongiorno
- Production : Filmakademie Baden-Württemberg, Hessischer Rundfunk (HR)
- Musique : Steven Schwalbe
- Pays d'origine :  Allemagne
- Langue d'origine : Allemand, roumain, anglais
- Lieux de tournage : Allemagne
- Genre : Horreur, thriller
- Durée : 89 minutes (1 h 29)
- Date de sortie :
  -  Allemagne 25 octobre 2007

## Distribution
- Friederike Kempter : Lara
- Ioana Iacob : Nichita
- Andreas Thiele (de) : Nicki
- Daniela Schulz (de) : Alice
- Philip Hagmann : Fimo
- Sebastian Bezzel (de)

## Anecdotes
Bien que ce soit un film d'horreur, le film contient une scène érotique saphique entre Friederike Kempter et Ioana Iacob.